# Tensor eletromagnético
Em eletromagnetismo e em geometria diferencial, o tensor eletromagnético ou tensor campo eletromagnético (às vezes chamado de  tensor de Faraday ou bivector de Maxwell) é um objeto matemático que descreve o campo eletromagnético de um sistema físico. O tensor de campo foi usado pela primeira vez após a formulação do tensor quadridimensional da relatividade especial e foi introduzido por Hermann Minkowski. O tensor permite que algumas leis físicas possam ser escritas de uma forma muito concisa.

## Definição
O tensor electromagnético, convencionalmente marcado F, é definido como a derivada exterior do quadripotencial eletromagnético, A, um diferencial de forma 1:
{\displaystyle F\ {\stackrel {\mathrm {def} }{=}}\ \mathrm {d} A.}